# Batalha de Moscovo
Batalha de Moscovo (português europeu) ou Batalha de Moscou (português brasileiro) (Битва под Москвой, translit.: Bitva pod Moskvoy, em alemão:  Schlacht um Moskau) consistiu numa campanha militar que teve dois períodos de combates estrategicamente importantes num sector com 600 km (370 mi) da Frente Oriental durante a Segunda Guerra Mundial. Decorreu entre outubro de 1941 e janeiro de 1942. O esforço defensivo da União Soviética frustrou o ataque de Hitler a Moscovo, a capital e a maior cidade da União Soviética. Moscovo foi um dos principais objectivos militares e políticos das Forças do Eixo na sua invasão da União Soviética.
A estratégia ofensiva alemã, denominada Operação Tufão (em alemão:  Unternehmen Taifun), estabelecia duas pinças ofensivas, uma ao norte de Moscovo contra a Frente Kalinin pelos 3.º e 4.º Exércitos Panzer, simultaneamente, cortando a linha ferroviária Moscovo–Leningrado, e outra ao sul do Oblast de Moscovo contra a Frente Ocidental a sul de Tula, pelo 2.º Exército Panzer, enquanto o 4.º Exército avançava directamente para Moscovo a partir de oeste. De acordo com Andrew Roberts, a ofensiva de Hitler para a capital soviética foi nada menos do que um 'ataque de tudo ou nada': não é exagero afirmar que o resultado da Segunda Guerra Mundial iria decidir o resultado deste ataque massivo".
Inicialmente, as forças soviéticas realizaram uma defesa estratégica do Oblast de Moscovo ao construírem três sistemas defensivos, mobilizando exércitos de reserva recém-criados e trazendo as tropas dos distritos militares da Sibéria e do Extremo Oriente. Como as ofensivas alemãs foram interrompidas, uma contra-ofensiva estratégica soviética e operações ofensivas de pequena dimensão forçaram os exércitos alemães a recuar para as posições em redor das cidades de Oryol, Vyazma e Vitebsk, e por pouco que não cercaram três exércitos alemães. Esta situação provocou um revés aos alemães: o fim da ideia de uma rápida vitória alemã na União Soviética. O marechal-de-campo Walther von Brauchitsch foi dispensado como comandante do OKH, com Hitler a nomear-se como comandante militar supremo da Alemanha.

## Antecedentes

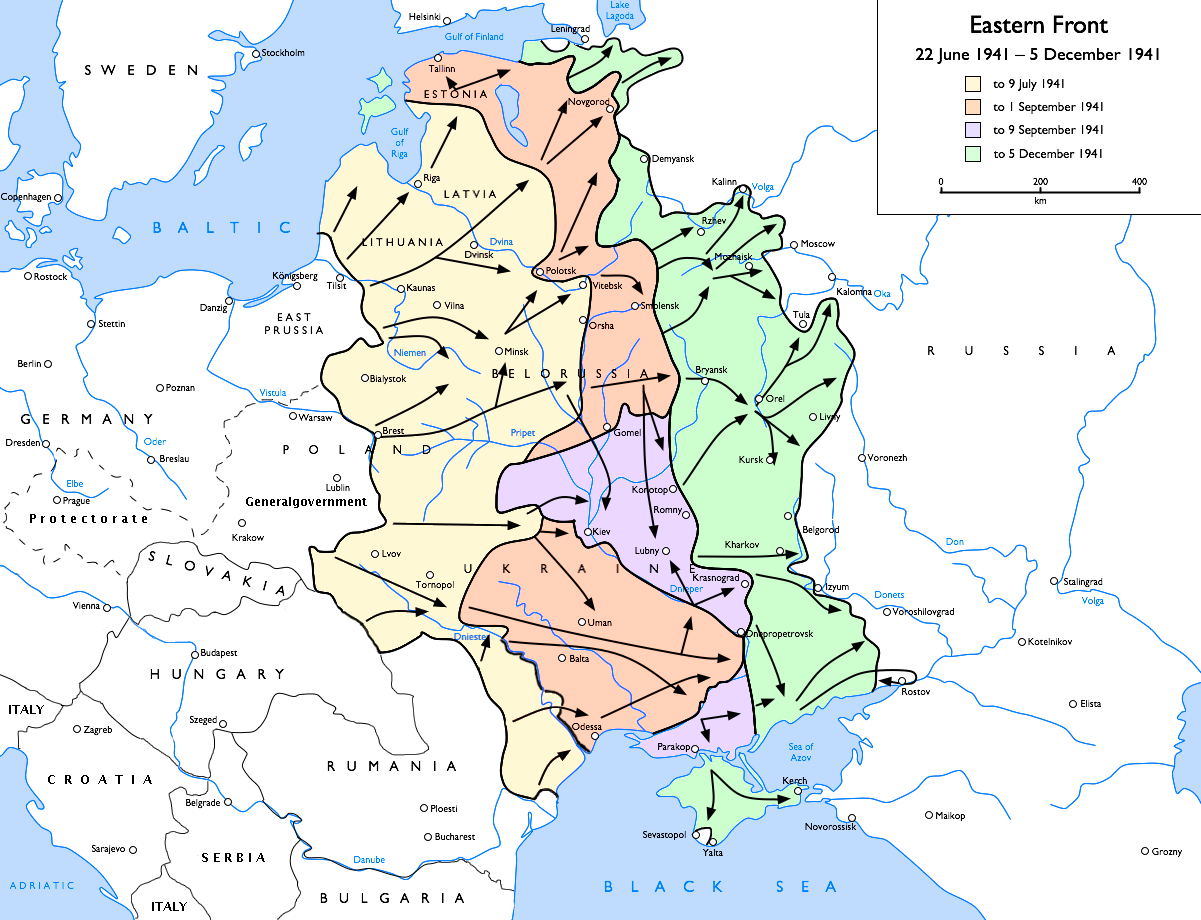
Situação da Frente Leste na altura da Batalha de Moscovo:
Avanço inicial da Wehrmacht – até 9 de Julho de 1941
Avanços seguintes – até 1 de Setembro de 1941
Cerco e batalha de Kiev, até 9 de Setembro de 1941
Avanço final da Wehrmacht – até 5 de Dezembro de 1941

A Operação Barbarossa, o plano de invasão alemão, estabelecia um prazo de quatro meses para a captura de Moscovo. Em 22 de Junho de 1941, as forças do Eixo invadiram a União Soviética, destruíram a maior parte da Força Aérea Soviética no chão, e avançaram profundamente em território soviético usando tácticas de blitzkrieg para destruir todos os exércitos soviéticos. O Grupo de Exércitos Norte alemão avançou para Leningrado; o Grupo de Exércitos Sul alcançou o controlo da Ucrânia, e o Grupo de Exércitos Centro avançou em direcção a Moscovo. Em julho de 1941, o Grupo de Exércitos Centro atravessou o rio Dnieper, a caminho de Moscovo.
Em julho de 1941, o exército alemão capturou Smolensk, um importante reduto na estrada para Moscovo. Nesta fase, apesar de Moscovo ser vulnerável, uma ofensiva contra a cidade teria exposto os flancos alemães. Em parte para enfrentar esses riscos, em parte para tentar proteger aos recursos alimentares e os minerais da Ucrânia, Hitler ordenou que o ataque se dirigisse para norte e sul e eliminasse as forças soviéticas em Leningrado e Kiev. Esta situação atrasou o avanço alemão para Moscovo. Quando o avanço foi retomado em 30 de setembro de 1941, o exército alemão tinha sido enfraquecido, enquanto os soviéticos tinham mobilizado novas forças para a defesa da cidade.

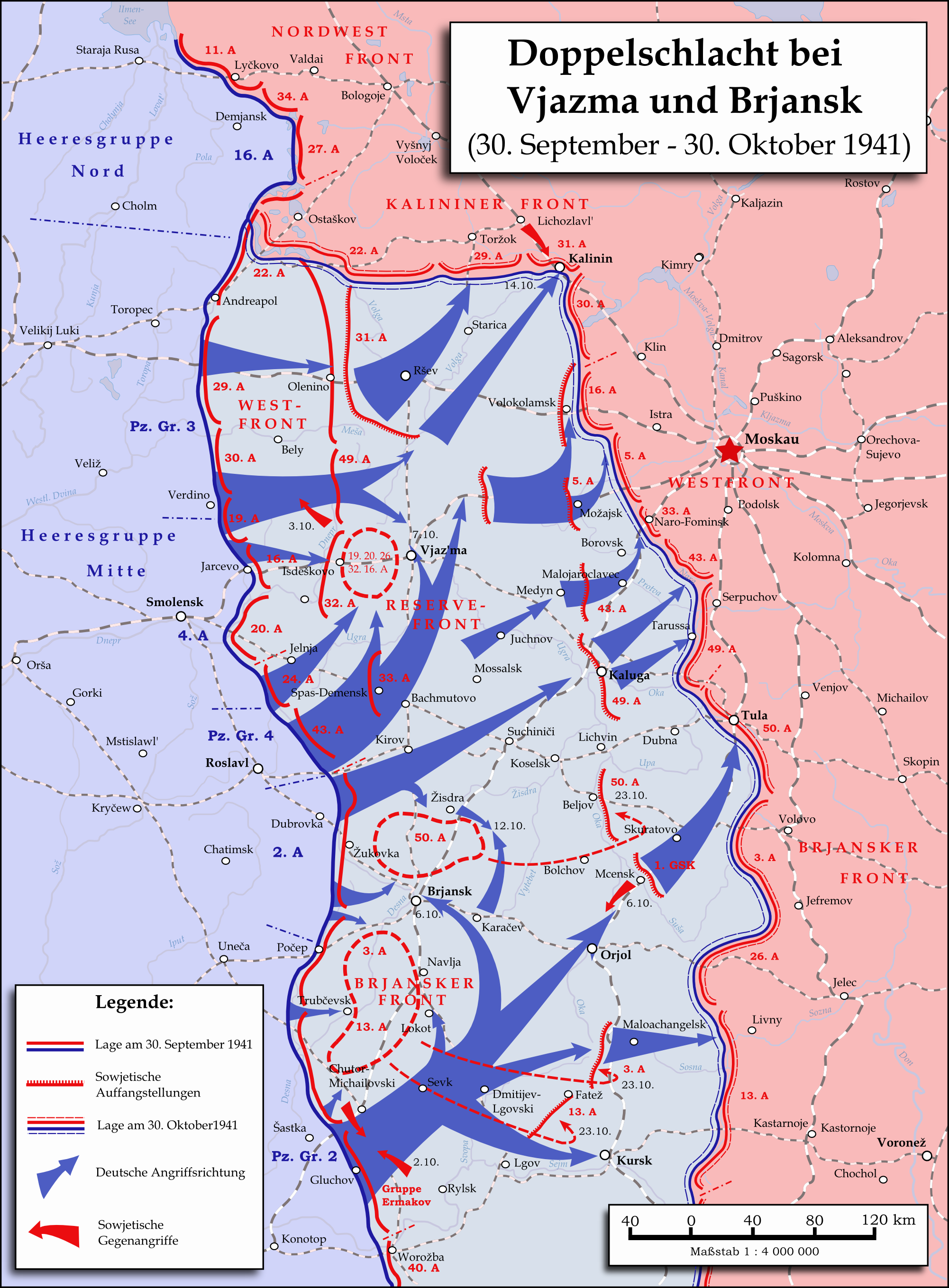
Mapa do duplo cerco a Vyazma-Bryansk (em alemão).

## Avanço inicial alemão

### Planos
Para Hitler, a capital soviética era secundária, e acreditava que a única forma de fazer ajoelhar a União Soviética era derrotá-la economicamente. Ele achava que isto podia ser feito ao cercar os recursos económicos da Ucrânia a leste de Kiev. Quando Walther von Brauchitsch, comadante-em chefe do Exército, defendeu um ataque directro a Moscovo, foi-lhe dito que "apenas uma cabeça-dura podia ter uma ideia daquelas". Franz Halder, chefe-do-estado maior do Exército, também estava convencido que um ataque para cercar Moscovo sairia vitorioso após o Exército Alemão ter infligido danos suficientes às forças soviéticas. Esta forma de ver a situação era partilhada por muitos dos elementos do alto-comando alemão. Mas Hitler rejeitou as ideias dos seus generais a favor do cerco às forças soviéticas em redor de Kiev, a sul, seguido pela captura da Ucrânia. A acção foi bem-sucedida, resultando na baixa de quase um milhão de soldados soviéticos, entre mortos, feridos e capturados, à data de 26 de setembro, e no avanço das Forças do Eixo.
Com o final do Verão, Hitler desviou a sua atenção para Moscovo e deu ordem ao Grupos de Exércitos do Centro para tratar desta tarefa. As forças imputadas à Operação Tufão incluíam quatro exércitos de infantaria (2.º, 4.º, 9.º e 6.º) apoiados por três Grupos Panzer (tanques) (2.º, 3.º e 4.º) e pela Luftflotte 2 da Luftwaffe. Cerca de dois milhões de soldados alemães foram mobilizados para esta operação, juntamente com 1 000–2 470 tanques e 14 000 armas de assalto. A força aérea alemã, por outro lado, tinha sofrido severos cortes ao longo da campanha de Verão; a Luftwaffe tinha perdido 1 603 aeronaves e ficado com 1 028 danificadas. A Luftflotte 2 dispunha apenas de 549 aparelhos operacionais, incluindo 158 bombardeiros médios e 172 caças para a Operação Tufão. O ataque planeado tinha por base tácticas de blitzkrieg, utilizando os grupos Panzer para penetrar nas defesas soviéticas e executando movimentos de dupla pinça, envolvendo as divisões do Exército Vermelho e destruindo-as.
A Wehrmacht tinha perante si três frentes soviéticas formando uma linha defensiva entre as cidades de Vyazma e Bryansk, que bloqueavam o caminho para Moscovo. Os exércitos que compunham estas frentes também tinham estado envolvidas em pesados combates. Ainda assim, era uma formidável concentração de 1,25 milhão homens, 1 000 tanques e 7 600 armas. A Força Aérea Soviética (Voyenno-Vozdushnye Sily, VVS) sofreu pesadas perdas entre 7 500 a 21 200 aeronaves. Os progressos industriais tinham ajudado a substituir estes aparelhos e, no início da Operação Tufão, a VVS reuniu reunir 936 aeronaves, das quais 578 eram bombardeiros.
Assim que a resistência soviética ao longo da frente Vyazma-Bryansk frente foi eliminada, as forças alemãs avançaram para leste, cercando Moscovo ao flanquear a cidade a partir do norte e do sul. Combates contínuos reduziram a sua eficácia e as dificuldades logísticas tornaram-se mais preocupantes. O general Guderian, comandante do 2.º Exército Panzer, escreveu que alguns dos seus tanques destruídos não havia sido substituídos, e que havia escassez de combustível no início da operação.

### Batalhas de Vyazma e Bryansk
O ataque alemão correu conforme planeado, com o 3.º Exército Panzer a avançar pelo meio, quase sem oposição, e depois a dividir-se a norte para completar rodear Vyazma com o 4.º Exército Panzer e outras unidades a sul para fechar o cerco em redor de Bryansk, em conjunto com o 2.º Exército Panzer. As defesas soviéticas, ainda em construção, foram destruídas, e as forças mais avançadas dos 2.º e 3.º Grupos Panzer reuniram-se em Vyazma na sexta-feira, 10 de Outubro de 1941. Quatro exércitos soviéticos (19.º, 20.º, 24.º e 32.º) foram cercados numa enorme bolsa a oeste da cidade.

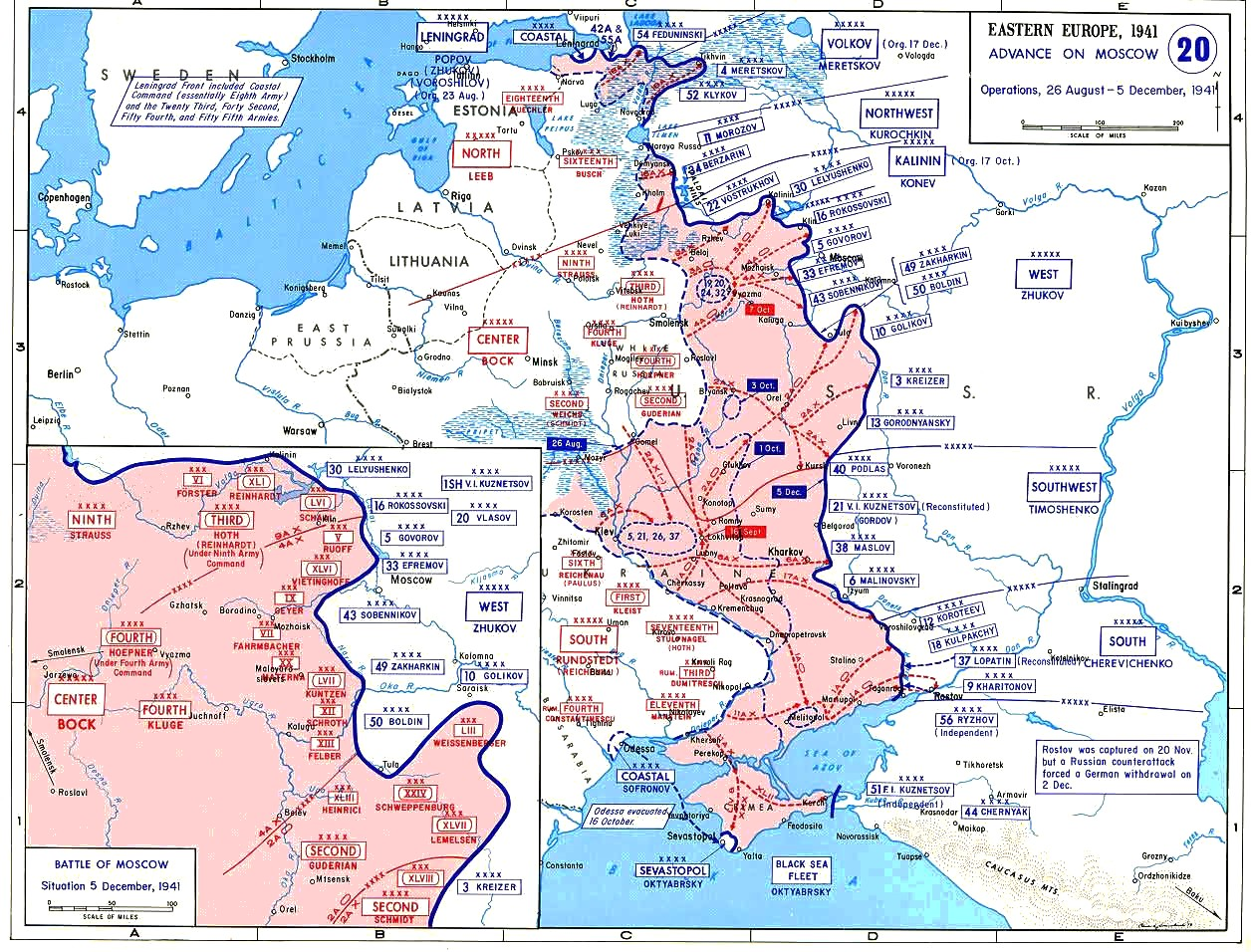
Ofensivas alemãs durante a Operão Tufão

As forças soviéticas debaixo do cerco continuaram a combater, e a Wehrmacht teve de mobilizar 28 divisões para as eliminar, utilizando tropas que poderiam ter apoiado a ofensiva em direcção de Moscovo. O que restou das frentes Ocidental e Reserva retiraram e construíram uma nova linha defensiva em redor de Mozhaisk. Apesar das elevadas baixas, algumas das unidades debaixo de cerco conseguiram escapar em pequenos grupos, desde pelotões a divisões de infantaria inteiras. A resistência soviética perto de Vyazma também serviu para dar tempo ao alto-comando soviético para reforçar os quatro exércitos que defendiam Moscovo (5.º, 16.º, 43.º e 49.º). Duas divisões de infantaria e duas de tanques foram transferidas do Leste da Sibéria ao que se lhes seguiriam outras.
A sul, perto de Bryansk, o desempenho inicial soviético não foi muito melhor do que em Vyazma. O 2.º Grupo Panzer executou um movimento envolvente em redor da cidade, ao mesmo tempo que o 2.º Exército avançava e capturava Orel na sexta-feira, 3 de outubro, e Bryansk na segunda-feira, 6 de outubro.
As condições meteorológicas começaram a mudar, dificultando as operações alemãs. Na terça-feira, 7 de outubro, começou a nevar e a a derreter, transformando estradas e áreas abertas em lamaçais, um fenómeno conhecido como rasputitsa na Rússia. Os grupos blindados alemães ficaram quase parados, permitindo que às forças soviéticas recuar e reorganizar-se.

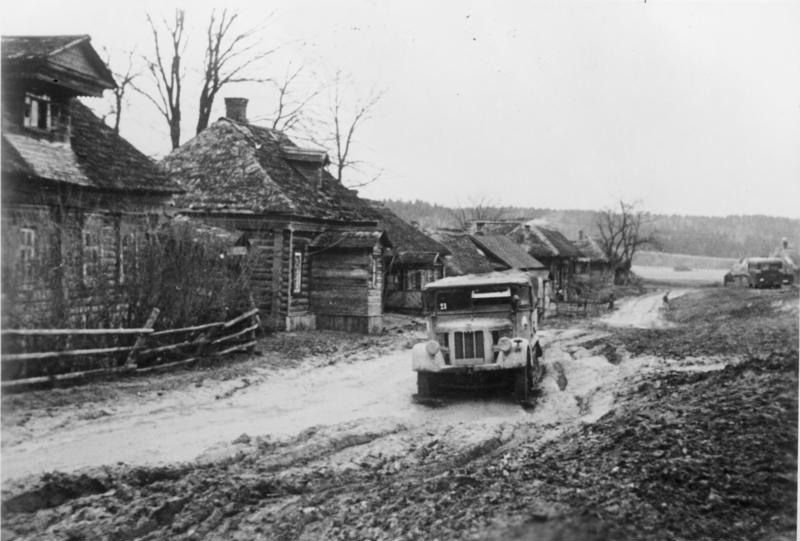
Terreno lamaçento da rasputitsa às portas de Moscovo, Novembro de 1941

As forças soviéticas viram uma oportunidade para contra-atacar em algumas situações. Por exemplo, a 4.ª Divisão Panzer caiu numa emboscada montada por Dmitri Leliushenko e o seu corpo criado à pressa, o 1.º Corpo Especial de Guardas de Infantaria, incluindo a 4.ª Brigada de Tanques de Mikhail Katukov, perto da cidade de Mtsensk. Os recém-fabricados tanques T-34 encontravam-se escondidos na vegetação quando os blindados alemães passaram por eles; entretanto, um grupo de soldados da infantaria soviética bloqueou o seu avanço, e os tanques soviéticos flanquearam os alemães destruindo os blindados Panzer IV. Para a Wehrmacht, o choque desta derrota foi tal que foi feita uma investigação. Guderian e as suas tropas descobriram que, para seu espanto, que os T-34 soviéticos eram praticamente imunes às armas dos blindados alemães. Como o general escreveu, "os nossos tanques Panzer IV com os seus pequenos canhões de 75 mm não conseguiam rebentar os T-34 ao atingir os motores pela traseira". Guderian também referiu nas suas memórias que "os russos já tinham aprendido algumas coisas". Em 2012, Niklas Zetterling contestou a noção de um grande revés alemão em Mtsensk, observando que apenas um grupo da 4.ª Divisão Panzer estava envolvido, enquanto a maior parte da divisão estava a combater em outro lugar, que ambos os lados retiraram-se do terreno após o combate ter terminado, e que os alemães apenas perderam seis tanques e ficaram com três danificados. Para os comandantes alemães como Hoepner e Bock, a acção foi inconsequente; a sua preocupação principal era a resistência vinda de dentro da bolsa e não de fora.
Outros contra-ataques vieram atrasar ainda mais a ofensiva alemã. O 2.º Exército, que operava a norte das forças de Guderia com o objectivo de cercar a Frente Bryansk, ficou sob forte pressão do Exército Vermelho apoiado pela força aérea.
De acordo com análises alemãs da derrota inicial dos soviéticos, cerca de 673 000 soldados foram capturados pela Wehrmacht nas bolsas de Vyazma e Bryansk, apesar de pesquisas mais recentes sugerirem um número mais baixo, ainda assim, elevado, de cerca de  514 000 prisioneiros, reduzindo a força soviética em 41%. O lado soviético calculou as suas perdas em 499 001. A 9 de Outubro, Otto Dietrich do Ministério da Propaganda alemão, citando o próprio Hitler, previu numa conferência de imprensa a destruição iminente dos exércitos que defendiam Moscovo. Como Hitler nunca teve de mentir acerca de um facto militar específico e verificável, Dietrich convenceu os correspondentes estrangeiros que o colapso de toda a resistência soviética estaria a horas de acontecer. O moral da população alemã — em baixo desde o início da Operação Barbarossa — aumentou significativamente, com rumores do regresso dos soldados a casa pelo Natal e grandes riquezas do futuro Lebensraum a leste.
Contudo, a resistência do Exército Vermelho atrasou a Wehrmacht. Quando os alemães avistaram a linha Mozhaisk a oeste de Moscovo na sexta-feira, 10 de outubro, depararam-se com outra barreira defensiva soviética. No mesmo dia, Gueorgui Júkov, que tinha sido chamado da Frente de Leningrado a 6 de outubro, assumiu a liderança da defesa de Moscovo e das frentes Ocidental e de Reserva, com o coronel Ivan Konev como seu delegado. A 12 de outubro, Júkov deu ordem para que todas as forças disponíveis se concentrassem a linha Mozhaisk, uma operação apoiada por Vasilevsky. a Luftwaffe ainda controlava os céus, e os Stuka e os grupos de bombardeiros efectuaram 537 saídas, destruindo 440 veículos e 150 peças de artilharia.
A 15 de Outubro, Estaline ordenou a saída do Partido Comunista, do estado-maior e vários gabinetes do governo civil de Moscovo para Kuibyshev (actual Samara), deixando apenas um número limitado de oficiais para trás. A saída causou pânico entre os moscovitas. Na quinta e sexta-feira, 16–17 de outubro, muita da população civiltentou fugir, invadindo os comboios disponíveis e causando o caos nas vias a partir da cidade. Apesar de toda esta situação, Estaline ficou publicamente na capital, para acalmar, de alguma forma, o medo e a situação caótica.

## Linha defensiva de Mozhaisk
A 13 de outubro de 1941, a Wehrmacht tinha chegado à linha defensiva de Mozhaisk, um conjunto de quatro linhas de fortificações construídas à pressa que protegia as aproximações a Moscovo a partir de oeste entre Kalinin até Volokolamsk e Kaluga. Apesar dos recentes reforços, apenas cerca de 90 000 soldados soviéticos asseguravam a defesa desta linha — número insuficiente para deter o avanço alemão. Dado o número limitado de recursos disponíveis, Júkov decidiu concentrar as suas forças em quatro pontos críticos: o 16.º Exército comandado pelo tenente-general Rokossovsky defendia Volokolamsk; Mozhaisk era controlada pelo 5.º Exército liderado pelo major-general Govorov; o 43.º Exército do major-general Golubev defendia Maloyaroslavets; e o 49.º Exército, sob o comando do tenente-general Zakharkin, protegia Kaluga. Toda a Frente Ocidental soviética — quase destruída após o cerco perto de Vyazma — estava a ser reconstruída  partir do nada.

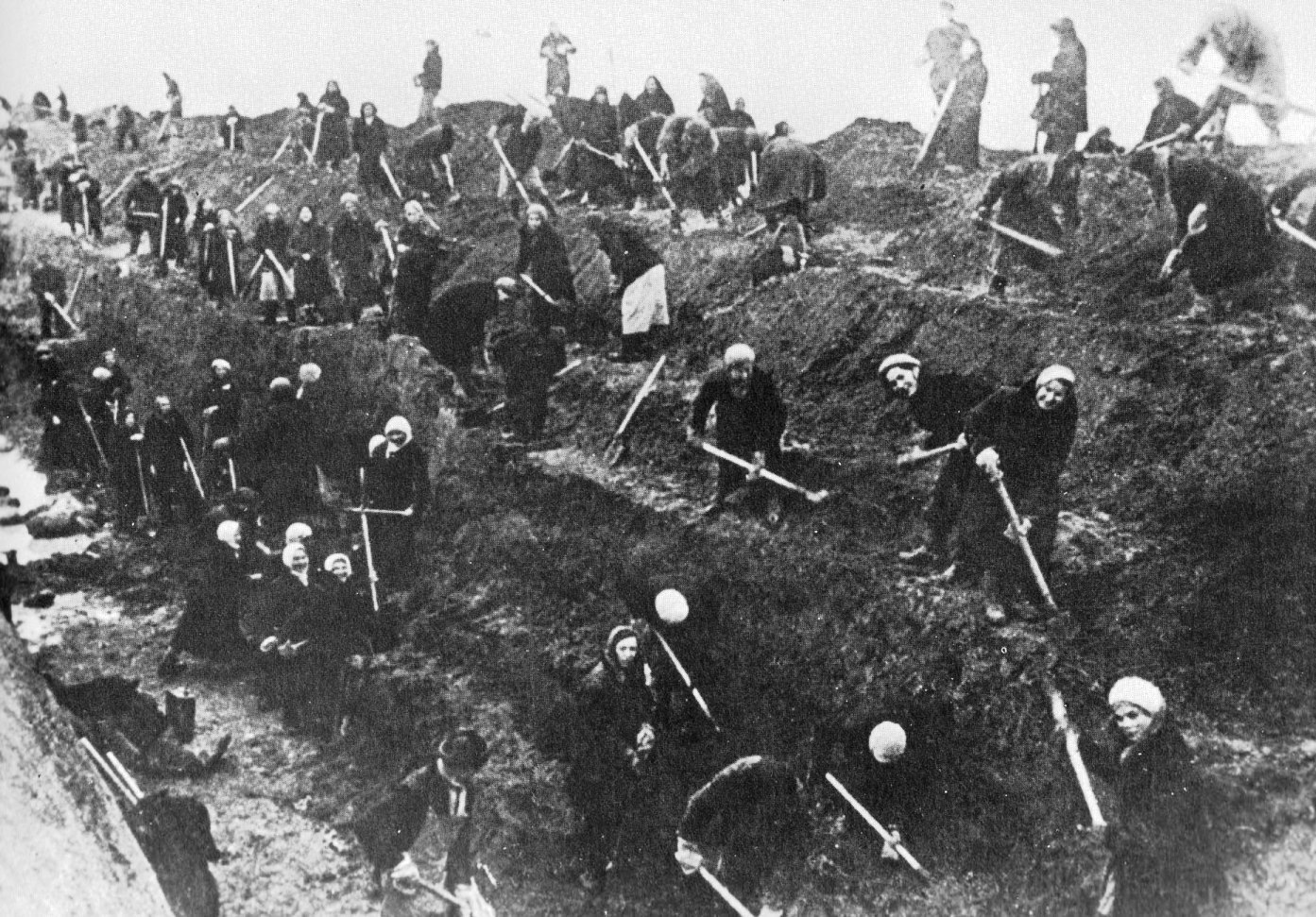
Com todos os homens na frente, as mulheres de Moscovo escavaram trincheiras anti-tanque em redor da sua cidade, 1941

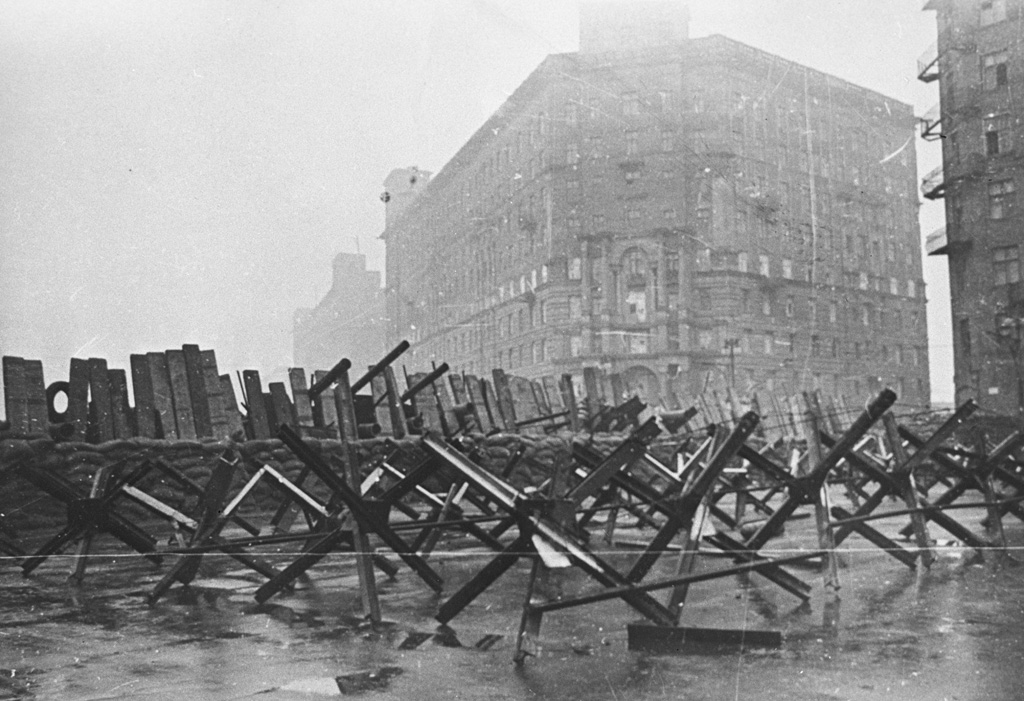
Barricadas numa rua de Moscovo, outubro de 1941

A própria cidade de Moscovo estava fortemente fortificada. Segundo Júkov, 250 000 mulheres e raparigas construíram trincheiras e fossos anti-tanque à volta de Moscovo, movimentando perto de três milhões de metros cúbicos de terra sem ajuda mecânica. As fábricas de Moscovo foram convertidas à pressa para ajudarem no esforço de guerra: uma fábrica de construção de automóveis passou a ser um arsenal de metralhadoras; uma fábrica de relógios foi convertida em fábrica de detonadores de minas terrestres; uma fábrica de chocolate viu a sua produção alterada para alimentos para a frente; oficinas automóveis passaram a reparar tanques e outros veículos militares. Apesar de todos estes preparativos, a capital estava ao alcance dos disparos dos tanques alemães, e a Luftwaffe realizava ataques aéreos em larga-escala à cidade. Estes ataques causaram poucos danos devido às extensas linhas de defesa anti-aéreas e às eficientes brigadas de bombeiros civis.
Na segunda-feira, 13 de outubro de 1941 (ou quarta-feira, 15 de outubro, segundo outras fontes), a Wehrmacht prosseguiu a sua ofensiva. De início, as forças alemãs tentaram contornar as defesas soviéticas avançando a norte em direcção à cidade de Kalinin, que se encontrava pouco protegida, e a sul para Kaluga e Tula, capturando todas as localidades excepto Tula, a 14 outubro. Motivados por este sucesso inicial, os alemães lançaram um assalto frontal contra a linha fortificada, conquistando Mozhaisk e Maloyaroslavets a 18 de outubro, Naro-Fominsk a 21 de outubro e Volokolamsk a 27 de outubro após intensos combates. Por causa do perigo crescente de ataques pelos flancos, Júkov foi forçado a recuar, levando as suas forças para leste do rio Nara.
A sul, o 2.º Exército Panzer teve um avanço inicial fácil em direcção a Tula pois a linha defensiva de Mozhaisk não chegava até esta cidade, e a presença de forças soviéticas era diminuta. No entanto, o mau tempo, problemas com os combustíveis e as estradas e as pontes danificadas acabaram por abrandar o avanço alemão, e Guderian apenas chegou aos arredores de Tula a 26 de outubro. O plano inicial alemão previa a captura rápida de Tula, seguida de um movimento em pinça à volta de Moscovo. O primeiro ataque, contudo, foi repelido pelo 50.ª Exército e voluntários civis a 29 de outubro, após combates perto da cidade. A 31 de Outubro, o Alto Comando alemão deu instruções para uma paragem da ofensiva até que os sérios problemas de logística fossem resolvidos e a rasputitsa terminasse.

### Desgaste
No final de outubro, as forças alemãs estavam desgastadas, com apenas um terço dos seus veículos ainda a funcionar, divisões de infantaria com a menos de metade da sua capacidade, e sérios problemas de logística que impediam a entrega de roupas de Inverno e outro equipamento de Inverno para a frente. Até mesmo Hitler parecia render-se à ideia de uma longa luta, já que a perspectiva de enviar tanques para uma cidade tão grande sem um forte apoio de infantaria parecia arriscada após a penosa captura de Varsóvia em 1939.
Para endurecer a determinação do Exército Vermelho e aumentar o moral civil, Estaline deu instruções para que se realizasse a tradicional parada militar de 7 de novembro (Dia da Revolução) na Praça Vermelha. As tropas soviéticas passaram pelo Kremlin e depois seguiram directamente para a frente de batalha. A parada tinha um forte significado simbólico ao mostrar a contínua determinação soviética, e era frequentemente invocada como tal nos anos que se seguiram. Apesar desta rápida demonstração, a posição do Exército Vermelho continuava precária. Embora cerca de cem mil tropas soviéticas tenham reforçado Klin e Tula, onde eram esperadas novas ofensivas alemãs, as defesas soviéticas continuam relativamente frágeis. Ainda assim, Estaline deu ordem para que se efectuassem contra-ofensivas preventivas contra as linhas alemãs. Aquelas foram avante apesar dos protestos de Júkov, que levantou a questão da falta de reservas. A Wehrmacht repeliu muitas destas ofensivas, as quais podiam ter sido usadas para a defesa de Moscovo. O único sucesso da ofensiva teve lugar a oeste de Moscovo perto de Aleksino, onde os tanques soviéticos infligiram pesadas baixas ao 4.º Exército pois os alemães ainda dispunham de armas anti-tanque capazes de os novos, e bem blindados, tanques T-34 soviéticos.
Entre sexta-feira, 31 de outubro, a quinta-feira, 13 de novembro - sábado, 15 de novembro, o Alto-Comando da Wehrmacht abandonou as operações enquanto se preparava para lançar uma segunda ofensiva a Moscovo. Apesar de o Grupo de Exércitos do Centro ainda dispusesse de um número elevado de tropas, as suas capacidades de combate tinham diminuído consideravelmente devido ao cansaço dos combates. Embora os alemães tivessem conhecimento dos contínuos reforços soviéticos desde leste tal como da presença de grandes reservas, dadas as elevadas baixas soviéticas, não estavam à espera que os soviéticos efectuassem uma defensiva determinada. Mas comparando com a situação em outubro, as divisões de infantaria soviéticas ocupavam uma posição defensiva muito maior: uma tripla linha defensiva em redor da cidade e o que restava da linha de Mozhaisk perto de Klin. Muitos dos exércitos terrestres soviéticos tinham uma defesa em camadas, com pelo menos duas divisões de infantaria em posições secundárias. O apoio da artilharia e as equipas de sapadores também estavam concentradas ao longo das principais vias em que se esperava a passagem das tropas alemã no seu avanço. Atrás da frente, estavam muitas tropas de reservas prontas. Finalmente, as tropas soviéticas — em particular, os oficiais — estavam agora mais preparadas e com mais experiência para a ofensiva.
A 15 de Novembro de 1941, o terreno finalmente congelou, resolvendo os problemas com a lama. As pontas-de-lança blindadas da Wehrmacht, consistindo de 51 divisões, podiam agora avançar com o objectivo de cercar a cidade de Noginsk, a leste da capital. Para alcançar este objectivo, os 3.º e 4.º Grupos Panzer precisavam de concentrar as suas forças entre o reservatório do Volga e Mozhaysk, prosseguir depois através do 30.ª Exército soviético para Klin e Solnechnogorsk, cercando a capital a partir do norte. A sul, o 2.º Exército Panzer pretendia contornar Tula, ainda sob controlo do Exército Vermelho, e avançar para Kashira e Kolomna, unindo-se com a pinça vinda do norte a partir de Noginsk. O 4.º Exército Terrestre alemão ao centro tinha como objectivo "imobilizar as tropas da Frente Ocidental".:33,42–43

## Avanço da Wehrmacht em direcção a Moscovo

### Fracasso do movimento em pinça
A 15 de Novembro de 1941, as forças blindadas alemãs deram início à ofensiva em direcção a Klin, onde não existiam reservas soviéticas devido à intenção de Estaline de tentar lançar uma contra-ofensiva em Volokolamsk, a qual forçou a realocação de todas as reservas disponíveis mais a sul. Os primeiros ataques alemães dividiram a frente em duas partes, separando o 16.º Exército do 30.º. Seguiram-se vários dias de intensos combates. Gueorgui Jukov recordou nas suas memórias que "o inimigo, ignorando as baixas, efectuava ataques frontais, desejando chegar a Moscovo a todo o custo". Apesar dos esforços da Wehrmacht, a defesa em camadas diminuiu a as baixas do lado soviético, com o 16.º Exército soviético a recuar devagar e a atacar constantemente as divisões alemãs que tentavam penetrar através das fortificações.

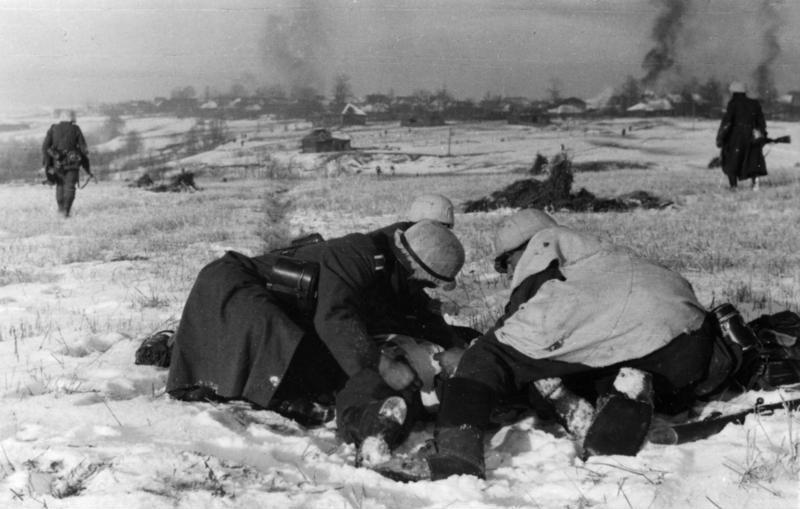
Soldados alemães cuidam de um camarada ferido perto de Moscovo, Novembro–Dezembro de 1941

O 3.º Exército Panzer capturou Klin após duros combates no sábado, 23 de novembro, e, no domingo, 24 de novembro, tomaram Solnechnogorsk. A resistência soviética continuava forte, e o resultado da batalha não ficou bem definido. Alegadamente, Estaline terá perguntado a Jukov se Moscovo podia ser bem defendida e deu-lhe ordem para "falar livremente, como um comunista". Jukov respondeu que era possível, mas que precisava urgentemente de reservas . A 27 de Novembro, a 7.ª Divisão Panzer tomou uma cabeça-de-ponte através do Canal Moscovo-Volga Canal — o último grande obstáculo antes de Moscovo — ficando a menos de  35 km do Kremlin; mas um forte contra-ataque do 1.º Exército de Choque fê-los recuar. A noroeste de Moscovo, a Wehrmacht chegou a Krasnaya Polyana, a pouco mais de 29 km do Kremlin do centro de Moscovo; Os oficiais alemães conseguiram distinguir alguns dos principais edifícios da capital soviética através de seus binóculos. As forças soviéticas e alemãs estavam severamente esgotadas, dispondo, por vezes, de apenas 150–200 soldados — a força total de uma companhia — num regimento.

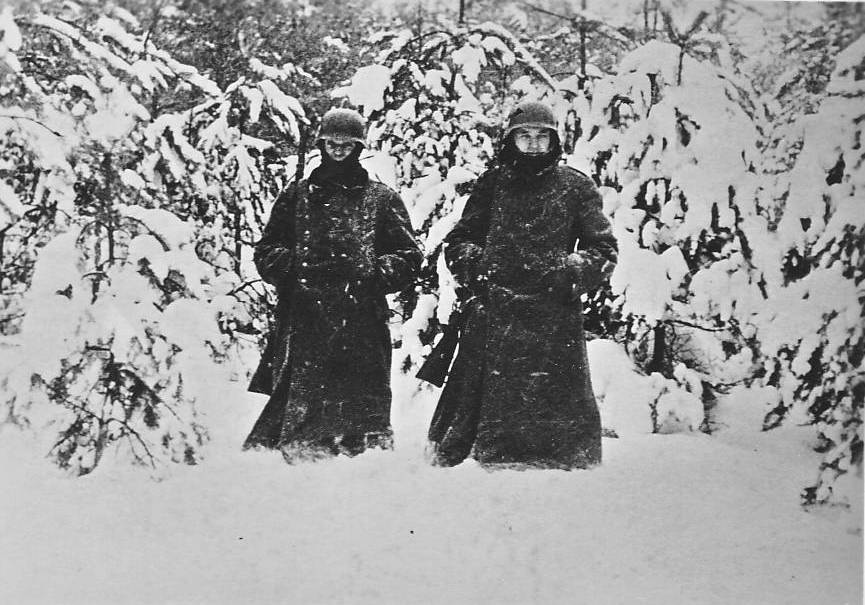
Soldados alemães a oeste de Moscovo, dezembro de 1941

A sul, perto de Tula, os combates reiniciaram-se em 18 de novembro de 1941, com o 2.º Exército Panzer a tentar cercar a cidade.  As forças alemãs envolvidas estavam extremamente maltratadas pelos combates anteriores e ainda não tinham roupas de inverno. Assim, os progressos iniciais dos alemães foram apenas de 5 km a 10 km por dia. A acrescentar, expôs os exércitos de blindados alemães a ataques pelos flancos pelos 49.º e 50.º Exércitos soviéticos, estacionados perto de Tula, atrasando ainda mais o avanço alemão. Ainda assim, Guderian conseguiu prosseguir com a ofensiva, dispondo as suas forças num ataque "em estrela", conquistando Stalinogorsk a 22 de novembro de 1941, e cercando uma divisão de infantaria soviética ali estacionada. A 26 de Novembro, os tanques alemães aproximaram-se de Kashira, uma cidade que controlava uma via principal para Moscovo. Em resposta, os soviéticos lançaram uma contra-ofensiva no dia seguinte. O 2.º Corpo de Cavalaria do general Belov, apoiada por formações reunidas à pressa, incluindo a 173.ª Divisão de Infantaria, a 9.ª Brigada de Tanques, dois batalhões de tanques, e unidades de milícias, bloquearam o avanço alemão perto de Kashira.:35–36 No início de dezembro, os alemães tiveram de recuar, controlando os acessos sul à cidade. Tula manteve tanto os soldados como os civis, protegidos por fortificações e defensores determinados. A sul, a Wehrmacht nunca conseguiu aproximar-se da capital.
Devido à resistência tanto a norte como a sul de Moscovo, a 1 de dezembro, a Wehrmacht tentou lançar uma ofensiva directa a partir de oeste ao longo da via principal Minsk-Moscovo perto da cidade de Naro-Fominsk. Esta ofensiva limitava o apoio dado pelos blindados e foi direccionado contra as extensas defesas soviéticas. Depois de ficar frente-a-frente com a resistência da 1.ª Divisão de Infantaria de Guardas Motorizados soviética e de ataques pelos flancos efectuados pelo 33.ª Exército, a ofensiva alemã parou e teve de recuar, quatro dias depois, no seguimento da contra-ofensiva soviética. No mesmo dia, o 638.º Regimento de Infantaria francês, a única formação estrangeira da Wehrmacht que fez parte do ataque a Moscovo, entrou em acção perto da vila de Diutkovo. A 2 de Dezembro, um batalhão de reconhecimento chegou à cidade de Khimki — a 30 km do Kremlin, centro de Moscovo, alcançando a ponte sobre o Canal Moscovo-Volga, e a estação ferroviária. Este foi o ponto de maior proximidade a que as forças alemãs estiveram de Moscovo.

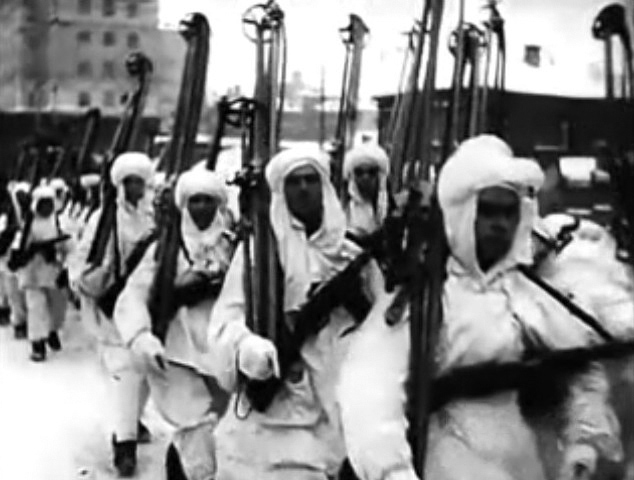
Tropas de ski do Exército Vermelho em Moscovo. Imagem do documentário Moscow Strikes Back, 1942

O Inverno europeu de 1941-1942 foi o mais frio do século XX. A 30 de Novembro, Von Bock reportou a Berlim que a temperatura era de – 45 °C. O general Erhard Raus, comandante da 66.ª Divisão Panzer, registou a temperatura média diária no seu diário de guerra. Observa-se um período muito mais frio entre 4 e 7 de Dezembro: de –36 °C a –38 °C. Outros registos de temperatura variam grandemente. Jukov afirmou que o tempo gelado de Novembro se manteve entre os –7 °C e os –10 °C. Os registos do Serviço Meteorológico Oficial soviético mostram que as temperaturas mais baixas de Dezembro chegaram aos –28.8 °C. Estes números mostram que as condições meteorológicas eram agrestes, e as tropas alemãs não estavam preparadas para as enfrentar pois não tinham roupa de Inverno para tão baixas temperaturas. Mais de cento e trinta mil casos de queimaduras pelo frio foram registadas entre os soldados alemães. A gordura congelada teve de ser removida de todas as munições já carregadas nas peças de artilharia e os veículos tinham de ser aquecidos durante horas antes de serem utilizados. No lado soviético, também o frio extremo os afectou, no entanto, as tropas soviéticas estavam melhor preparadas para o enfrentar.
A ofensiva do Eixo a Moscovo parou. Heinz Guderian escreveu no seu diário que "a ofensiva a Moscovo falhou ... Subestimámos a força do inimigo, tal a sua dimensão e as condições meteorológicas. Felizmente, parei as minhas tropas a 5 de dezembro, caso contrário, a catástrofe seria inevitável".